# Molenstede
Molenstede est une section de la ville belge de Diest située en Région flamande dans la province du Brabant flamand. C'était une commune à part entière depuis la scission de Schaffen en 1900 jusqu'à la fusion des communes de 1977.

## Évolution démographique
- Sources : INS, Rem. : 1831 jusqu'en 1970 = recensements, 1976 = nombre d'habitants au 31 décembre.

## Histoire
Le 20 août 1914, l'armée allemande exécute 11 civils et détruit 30 bâtiments. Ces événements font partie des Atrocités allemandes en 1914.